# Paul d’Estournelles de Constant
Paul d’Estournelles de Constant, właśc. Paul Henri Benjamin Balluet, baron de Constant de Rebecque d’Estournelles (ur. 22 listopada 1852 w La Flèche, zm. 15 maja 1924 w Paryżu) – francuski polityk i dyplomata, laureat Pokojowej Nagrody Nobla w roku 1909.
W służbie dyplomatycznej osiągnął status ministra pełnomocnego, następnie zajął się działalnością polityczną. Wielokrotnie zasiadał w parlamencie francuskim (deputowany z departmantu Sarthe 1892–1904, senator od 1904). Brał aktywny udział w pracach międzynarodowych (zwłaszcza międzyparlamentarnych) na rzecz rozbrojenia i pojednania narodów. Dwukrotnie był członkiem delegacji francuskiej na Konferencje Pokojowe w Hadze (1899, 1907). Po pierwszej konferencji haskiej nakłonił prezydenta USA Roosevelta do przekazania sprawy konfliktu amerykańsko-meksykańskiego Stałemu Trybunałowi Arbitrażowemu w Hadze (1902), co podniosło znaczenie Trybunału i wyznaczyło jego rolę w konfliktach międzynarodowych.
W 1905 założył w Paryżu Stowarzyszenie na rzecz Pojednania Międzynarodowego. Za działalność na rzecz światowego pokoju został wyróżniony w 1909 roku Pokojową Nagrodą Nobla, którą otrzymał wspólnie z  Belgiem, Augustem Beernaertem.

## Publikacje
- La politique française en Tunisie (1891)
- La conciliation internationale (1906)
- Pour la Societé des Nations (1921)
- Le rapprochement franco-allemand (1909)
- Pour l'aviation (1909)
- Les États-Unis d'Amérique (1913)